# Гартмен (Колорадо)
Гартмен (англ. Hartman) — місто (англ. town) в США, в окрузі Проверс штату Колорадо. Населення — 56 осіб (2020).

## Географія
Гартмен розташований за координатами 38°7′16″ пн. ш. 102°13′7″ зх. д. / 38.12111° пн. ш. 102.21861° зх. д. (38.121045, -102.218726).  За даними Бюро перепису населення США в 2010 році місто мало площу 0,78 км², уся площа — суходіл. В 2017 році площа становила 0,71 км², уся площа — суходіл.

## Демографія
Згідно з переписом 2010 року, у місті мешкала 81 особа в 35 домогосподарствах у складі 25 родин. Густота населення становила 104 особи/км².  Було 48 помешкань (61/км²).
Расовий склад населення:
| - 84,0 % — білих - 16,0 % — осіб інших рас |

До двох чи більше рас належало 0,0 %. Частка іспаномовних становила 25,9 % від усіх жителів.
За віковим діапазоном населення розподілялося таким чином: 27,2 % — особи молодші 18 років, 49,3 % — особи у віці 18—64 років, 23,5 % — особи у віці 65 років та старші. Медіана віку мешканця становила 46,3 року. На 100 осіб жіночої статі у місті припадало 107,7 чоловіків;  на 100 жінок у віці від 18 років та старших — 103,4 чоловіків також старших 18 років.
За межею бідності перебувало 38,7 % осіб, у тому числі 62,5 % дітей у віці до 18 років та 33,3 % осіб у віці 65 років та старших.
Цивільне працевлаштоване населення становило 28 осіб. Основні галузі зайнятості: публічна адміністрація — 17,9 %, мистецтво, розваги та відпочинок — 17,9 %, освіта, охорона здоров'я та соціальна допомога — 10,7 %, будівництво — 10,7 %.